# Vaudreuil-Soulanges
A Regionalidade Municipal do Condado de Vaudreuil-Soulanges está situada na região de Montérégie na província canadense de Quebec. Com uma área de mais de oitocentos quilómetros quadrados, tem, segundo dados de 2008, uma população de cerca de cento e trinta mil pessoas sendo comandada pela cidade de Vaudreuil-Dorion. Ela é composta por 23 municipalidades: 8 cidades, 11 municípios, 1 freguesia e 3 aldeias. 

## Municipalidades

### Cidades
- Coteau-du-Lac
- Hudson
- L'Île-Cadieux
- L'Île-Perrot
- Notre-Dame-de-l'Île-Perrot
- Pincourt
- Saint-Lazare
- Vaudreuil-Dorion

### Municípios
- Les Cèdres
- Les Coteaux
- Rigaud
- Rivière-Beaudette
- Saint-Clet
- Sainte-Marthe
- Saint-Polycarpe
- Sainte-Justine-de-Newton
- Saint-Zotique
- Terrasse-Vaudreuil
- Très-Saint-Rédempteur

### Freguesia
- Saint-Télesphore

### Aldeias
- Pointe-des-Cascades
- Pointe-Fortune
- Vaudreuil-sur-le-Lac